# بلاغدون
بلاغدون (بالإنجليزية: Blagdon) هي قرية وأبرشية مدنية في مقاطعة سومرست التقليدية، ضمن السلطة المركزية في شمال سومرست، في إنجلترا. تقع في تلال منديب، وهي منطقة معروفة بالجمال الطبيعي المتميز. وفقا لتعداد عام 2001 بلغ عدد سكانها 1116. وتبعد القرية حوالي 12 ميل (19 كـم) عن شرق ويستون سوبر مير.

## روابط خارجية
- Blagdon على مشروع الدليل المفتوح
- مدرسة بلاغدون الابتدائية
- خريطة بلاغدون حوالي عام 1900